# Lucero Cuevas
Lucero Ximena Cuevas Flores (Cuernavaca, Morelos, México, 22 de enero de 1997) es una futbolista mexicana que juega como delantera y actualmente se encuentra sin equipo.

## Carrera

### América
El 29 de julio de 2017 Cuevas hizo su debut con el Club América de la Liga MX Femenil en contra del Club Tijuana y anotó el gol de la victoria al minuto 19 con el dorsal 9.
El 4 de agosto hizo el primer hat-trick dentro de la historia de la Liga MX Femenil, partido en el que el América ganó 0-5 en el Estadio Azul ante Cruz Azul. Asimismo, el 29 de octubre, cuando la temporada regular del Apertura terminó, se proclamó como la máxima goleadora de la Liga MX Femenil tras tener en su cuenta 15 goles en 14 partidos.
En el Torneo Clausura 2018, Cuevas se proclamó como campeona de goleo nuevamente con 15 tantos en los 14 partidos de la temporada regular, sin embargo, su capacidad goleadora no fue suficiente en la semifinal ante Tigres quedando eliminadas nuevamente en esta instancia.

### Selección Mexicana
La primera convocatoria de Lucero Cuevas a la Selección Mexicana Femenil fue el 15 de noviembre de 2017 bajo la dirección técnica de Roberto Medina Arellano, y debutó el 27 de noviembre de 2017 en sustitución por Charlyn Corral al minuto 79 en un partido amistoso frente a Costa Rica.
En febrero de 2018, la jugadora azulcrema volvió a ser convocada para la gira de la selección mayor en Turquía.

## Estadísticas
Actualizado al último partido jugado el 13 de enero de 2020.
| Club América Femenil México                                                                                            |               |               |    |    |   |   |    |    |      |      |      |
| 1.ª |               |               |    |    |   |   |    |    |      |      |      |
| Copa 2017 | 0             | 0             | 3  | 1  | 0 | 0 | 3  | 1  | 0.33 |      |      |
| A-2017 | 16            | 16            | 0  | 0  | 0 | 0 | 16 | 16 | 1.00 |      |      |
| C-2018 | 15            | 15            | 0  | 0  | 0 | 0 | 15 | 15 | 1.00 |      |      |
| A-2018 | 19            | 5             | 0  | 0  | 0 | 0 | 19 | 5  | 0.26 |      |      |
| C-2019 | 18            | 6             | 0  | 0  | 0 | 0 | 18 | 6  | 0.33 |      |      |
| A-2019 | 15            | 6             | 0  | 0  | 0 | 0 | 15 | 6  | 0.40 |      |      |
| Total club | Total club    | 83            | 48 | 3  | 1 | 0 | 0  | 86 | 49   | 0.57 |      |
| Club Tijuana Femenil México                                                                                            |               |               |    |    |   |   |    |    |      |      |      |
| 1.ª |               |               |    |    |   |   |    |    |      |      |      |
| C-2020 | 2             | 1             | 0  | 0  | 0 | 0 | 2  | 1  | 0.50 |      |      |
| Total club | Total club    | 2             | 1  | 0  | 0 | 0 | 0  | 2  | 1    | 0.50 |      |
| Total carrera | Total carrera | Total carrera | 85 | 49 | 3 | 1 | 0  | 0  | 88   | 50   | 0.57 |
| (2) Incluye datos de Primera División Femenil de México (2017-Act.). (2) Incluye datos de Copa MX Femenil (2017-Act.). |               |               |    |    |   |   |    |    |      |      |      |

## Palmarés

### Campeonatos nacionales
| Título           | Club    | País   | Año  |
| ---------------- | ------- | ------ | ---- |
| Primera División | América | México | 2018 |

### Individual
- Máxima goleadora de la Liga MX Femenil: Apertura 2017
- Máxima goleadora de la Liga MX Femenil: Clausura 2018